# Hand Talk
Hand Talk é uma plataforma que traduz simultaneamente conteúdos em português para a língua brasileira de sinais (Libras) e tem por objetivo a inclusão social de pessoas surdas, foi criada por Ronaldo Tenório, Carlos Wanderlan e Thadeu Luz e lançada em julho de 2013.
O aplicativo funciona com um intérprete virtual, o Hugo, que reage a comandos de voz e texto, convertendo em tempo real os conteúdos em português para Libras. Ele permite também que ouvintes possam aprender a se comunicar em Libras.
Em 2016, a empresa passou a contribuir com traduções no e-commerce da Magazine Luiza. A marca foi uma das pioneiras a contar com esse tipo de serviço. 
Em 2021, a empresa celebrou uma parceria com o Pequenas Empresas e Grandes Negócios, com o objetivo de tornar acessível conteúdos de empreendedorismo.

## Premiações
O aplicativo da Hand Talk foi escolhido o melhor na categoria Inclusão Social do prêmio WSA-Mobile, em um concurso promovido pela ONU, em Abu Dhabi, nos Emirados Árabes. Concorrendo com cerca de 15.000 aplicativos de mais de 100 países, ganhou ainda o título de “melhor aplicativo do mundo” no Mobile Premier Awards, que teve seu resultado divulgado durante o Mobile World Congress, em Barcelona.